# 初恋合戦

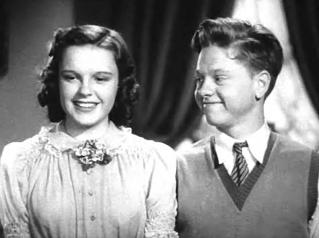
ミッキー・ルーニー（右）とジュディ・ガーランド

『初恋合戦』（はつこいがっせん、原題：Love Finds Andy Hardy）は、1938年に製作・公開されたアメリカ合衆国の映画である。

## 概要
ミッキー・ルーニーとルイス・ストーンが父子を演じた「アンディ・ハーディ」シリーズの一作であり、ジョージ・B・サイツが監督、ジュディ・ガーランドとラナ・ターナーが共演した。
2000年、アメリカ国立フィルム登録簿に登録されている。

## キャスト
- アンディ・ハーディ：ミッキー・ルーニー
- ジェームズ・K・ハーディ（アンディの父）：ルイス・ストーン
- ベッツィ・ブース：ジュディ・ガーランド
- シンシア・ポッター：ラナ・ターナー
- エミリー（アンディの母）：フェイ・ホールデン
- マリアン（アンディの姉）：セシリア・パーカー
- ポリー・ベネディクト：アン・ラザフォード

## スタッフ
- 監督：ジョージ・B・サイツ
- 製作：ルー・L・オストロウ（クレジットなし）、ケイシー・ロビンソン（クレジットなし）
- 脚本：ヴィヴィアン・R・ブレザートン、ウィリアム・ルドウィグ
- 音楽：デヴィッド・スネル
- 撮影：レスター・ホワイト
- 編集：ベン・ルイス
- 美術：セドリック・ギボンズ
- 録音：ダグラス・シアラー